# Schloss Nechelheim
Schloss Nechelheim är ett slott i Österrike.   Det ligger i distriktet Bruck-Mürzzuschlag och förbundslandet Steiermark, i den östra delen av landet, 110 km sydväst om huvudstaden Wien. Schloss Nechelheim ligger 570 meter över havet.
Terrängen runt Schloss Nechelheim är huvudsakligen kuperad. Schloss Nechelheim ligger nere i en dal. Närmaste större samhälle är Kapfenberg, 6,0 km sydväst om Schloss Nechelheim. 
I omgivningarna runt Schloss Nechelheim växer i huvudsak blandskog. Runt Schloss Nechelheim är det ganska glesbefolkat, med 48 invånare per kvadratkilometer.